# Sovjetsko-kineski raskol
Sovjetsko-kineski sukob, ili sovjetsko-kineski raskol naziv je za politički preokret, odnosno pogoršanje odnosa koje se počelo događati nakon destaljinizacije u SSSR-u a svoj je vrhunac doživjelo izbijanjem Sovjetsko-kineskog pograničnog rata 1969. godine, s potencijalom da isti preraste u punokrvni nuklearni rat između dviju država. U srži raskola ležala su različita tumačenja marksističke doktrine i borba za liderstvo u predvođenju globalne komunističke revolucije. 

## Kontekst
U periodu između kraja Prvog svjetskog rata i kraja Kineskog građanskog rata 1949. godine, dogodilo se nekoliko sovjetskih intervencija u Kinu. Jedna takva bila je i kratkotrajni rat 1929. godine u kojem je Crvena armija porazila lokalne kineske gospodare rata u Mandžuriji. 1934. godine, sovjetska je armija ponovo intervenirala u zapadnoj kineskoj pokrajini Xinjiang. Nakon kraja Drugog svjetskog rata u Europi, Sovjeti, tada pod Staljinovim vodstvom pristaju prebaciti težište rata na daleki istok kako bi pridonijeli u istjerivanju Japanaca iz Mandžurije. 
S pobjedom komunista u Kineskom građanskom ratu, kinesko-sovjetski odnosi ponovo postaju dobri, a kineski komunisti počeli su gledati na Sovjetski Savez kao velikog brata, koji bratskoj kineskoj komunističkoj partiji treba pomoći u ostvarivanju obnove zemlje i tehnološkog napretka, no Kinezi su s vremenom počeli smatrati da se Sovjeti prema njima odnose neravnopravno. Nakon početka Rata u Koreji, Kina se, uz Staljinovo odobravanje uključila u rat na strani Sjeverne Koreje. Do 1949. godine Sovjetski savez je detonirao svoju prvu nuklearnu bombu. Iako su Sovjeti Kinezima obećali da će u slučaju potrebe braniti komunstičku Kinu nuklearnim oružjem, Mao Ce-tung je smatrao da s obzirom na veličinu i važnost Kine, Sovjeti trebaju podijeliti s njima nuklearno naoružanje. Hruščov, koji je u međuvremenu zamijenio Staljina nije bio sklon tome, ali su Kinezima u sklopu ranije kinesko-sovjetske suradnje već bili dostupni gotovo svi materijali potrebni za izradu nuklearne bombe, pa je bilo samo pitanje vremena kada će ju oni i sami napraviti. Mao je također zamjerao Hruščovu povlačenje s Kube i odbacivao Hruščovljevove ideje koegzistencije.
U međuvremenu je u Kini od 1958. komunistička partija pokušavala obnoviti razrušenu zemlju i tehnološki dostići zapad pokretanjem prorgama pod nazivom Veliki skok naprijed koji je završio neslavno i neuspješno a Kina je nakon njega i dalje ostala relativno nerazvijena zemlja.  

## Pogoršanje odnosa
1953. godine umire Staljin, a nakon "dvorskih borbi" s Georgijem Malenkovim i Lavrentjem Berijom na čelo Sovjetskog Saveza dolazi Nikita Hruščov. 1956. godine Hruščov je na XX. kongresu komunističke partije prozvao Staljina odgovornim za masovne čistke i deportacije iz vremena staljinizma, čime ga se je de facto odrekao. Ovo je jako loše primljeno kod Mao Ce-tunga koji je bio zagovaratelj tvrdolinijaških metoda a Hruščovljevu novu politiku koegzistencije smatrao "kapitulacijom socijalističkog svijeta pred imperijalistima". Ubrzo je sovjetska komunistička partija od strane Kineza proglašena marksističkim revizionistima. Uslijedilo je ozbiljno pogoršanje odnosa između dvije zemlje a sovjetski savjetici povučeni su iz Kine.

### Kinesko-sovjetski pogranični sukob
1964. godine, Kina je uspješno detonirala svoju nuklearnu bombu. 1966. godine Mao Ce-tung u Kini pokreće Kinesku kulturnu revoluciju zbog čega čitava država zapada u stanje nemira i političkog nasilja. Ovo se odrazilo i na do tada već nepopularne Sovjete, pa je agresivna omladina koja je nastala kao nositelj revolucije, tzv. Crvena garda počela agresivno izražavati nezadovoljstvo prema onim Sovjetima kojima su to mogli. U tu svrhu, primjerice, ulica koja je vodlia prema sovjetskom veleposlanstvu u Pekingu preimenovana je u "Ulicu antirevizionizma", a crvenogardejci su počeli maltretirati i sovjetsko diplomatsko osoblje koje je radilo u Pekingu. Grupe crvenogardejaca ubrzo su se počeli pojavljivati i na kineskim granicama sa Sovjetskim Savezom, provocirajući i maltretirajući sovjetske graničare. Pogranične čarke 1969. godine su kulminirale kod riječnog otoka Damanski (kineski: Zhenbao), što je uzrokovalo Sovjetski-kineski pogranični rat u kojem su Kinezi uspjeli zarobiti (za tadašnje prilike) jedan od najmodernijih sovjetskih tenkova T-62 Dodatni bijes među Sovjetima uzrokovala je navodna izjava Meo Ce-tunga da Kina SSSR-u tek treba "ispostaviti račun" za teritorije koji su Kini zauzeti za vrijeme carske Rusije.
Iako su bili tehnološki opremljeniji od Kine, Sovjete je itekako zabrinjavala situacija, jer su Kinezi bili brojčano daleko jači te su lako mogli zauzeti i nastaniti sporne prazne prostore južnog Sibira uzduž kineske granice. 11. rujna 1969. godine Sovjeti su s Kinezima započeli pregovore oko granice, čime je rat okončan no odnosi između dviju država i dalje su ostali relativno zategnuti sve do kraja hladnog rata.

## Posljedice raskola
Nakon raskola dogodilo se približavanje Kine s Sjedinjenim Američkim Državama pod Nixonovom administracijom koje je vrhunac doživjelo u tzv. ping pong diplomaciji, dok je s druge strane raskol stvarao suparničku politiku između Sovjetskog Saveza u Kine prema Vijetnamu u kojem se vodio rat. Rivalitet se nastavio reflektirati čak i prilikom Sovjetske intervencije u Afganistanu kada je Kina potpomagala mudžahedine pošiljkama oružja i vojnim obukama.

## Popravljanje odnosa
Loši odnosi ozbiljnije su se počeli popravljati od 1991. do 2005. kada je potpisan niz sporazuma o granicama, da bi se u konačnici Rusi za vrijeme Vladimira Putina odlučili da se sporni teritoriji ustupe Kini u zamjenu za savezništvo protiv SAD-a.

## Raskol iz jugoslavenske perspektive
Nakon raskola između TIta i Staljina 1948., Jugoslavija je imala izrazito hladne odnose s obje države. Nakon što je Hruščov 1955. posjetio Jugoslaviju, sovjetsko-jugoslavenski odnosi donekle su se popravili, no oni s Kinom i dalje su ostali izrazito hladni jer je kineska službena politika optuživala Jugoslaviju za marksistički revizionizam i šurovanje sa zapadom. Do preokreta je došlo nakon Sovjetsko-kineskog raskola. Iako su s počecima Sovjetsko-kineskog pograničnog rata, jugoslavenski službenici bili zbunjeni novim događanjima, jugoslavenska politika bila je da se slučaju sovjetske intervencije u Kinu podrži Kina. Nakon pak sovjetske intervencije u Čehoslovačkoj 1968., Kina se je pokušala "propagirati kao pomagač zemljama istočne Europe" protiv SSSR-a, te je uskoro i donekle popravila odnose s Jugoslavijom.